# Sam Stadener
Sam Stadener (IPA: /stádner/), folkbokförd som Nils Samuel Stadener, av honom själv skrivet Sam. Stadener, född 30 mars 1872 i Asarum i Blekinge län, död 6 augusti 1937 i Malmö, var en svensk  biskop, politiker (liberal) och ecklesiastikminister. 

## Biografi
Sam Stadener, som var son till folkskolläraren Nils Svensson och Anna Cajsa Lidh, tog examen i teoretisk teologi och praktisk teologi 1893 vid Lunds universitet och följde 1894 upp med en folkskollärarexamen. Han blev teologie kandidat 1898, prästvigdes 1900 och kom att få sin första tjänst vid Svenska Sofiaförsamlingen i Paris 1901-1905; han efterträdde där Nathan Söderblom. Han var kyrkoadjunkt i Sankt Pauli församling i Malmö 1905-1909, kyrkoherde i Ystad 1909-1924 och kyrkoherde i Sankt Peters klosters och Norra Nöbbelövs församlingar utanför Lund 1924-1927. 
Under tiden i Malmö blev han politiskt aktiv liberal och satt i stadsfullmäktige där 1907-1909 och i Ystad 1911-1914. Han var riksdagsledamot i första kammaren 1912-1917 för Malmöhus läns valkrets och tillhörde då Liberala samlingspartiet. I riksdagen var han bland annat vice ordförande i första kammarens första tillfälliga utskott 1912-1913. Stadener engagerade sig som riksdagsman inte minst i kyrkopolitik.
Stadener promoverades till teologie doktor 1923 och vigdes till biskop i Strängnäs stift 1927. Fem år senare flyttade han till Växjö stift, där han verkade som biskop fram till sin död. När Carl Gustaf Ekman bildade sin andra minoritetsregering 1930 utsåg han Stadener till statsråd och chef för ecklesiastikdepartementet. 

## Förhållande till nazismen
Stadener deltog  på 1930-talet i debatten om den Svenska kyrkans förhållande till den tyska kyrkan och den nazistiska regimen. Han gjorde en positiv tolkning av det politiska skeendet i Nazityskland och kom på kant med den antinazistiska opinionen när han uttalade sig till förmån för den tyska hitlertrogne riksbiskopen Ludwig Müller och den naziinfluerade rörelsen Deutsche Christen. Han var den ende biskopen i Norden som inte bojkottade Müllers installation som riksbiskop 1933. Han reste dock inte dit. 

## Utmärkelser och ledamotskap
- 1916: Ledamot av Vasaorden
- 1928: Ledamot av Nordstjärneorden

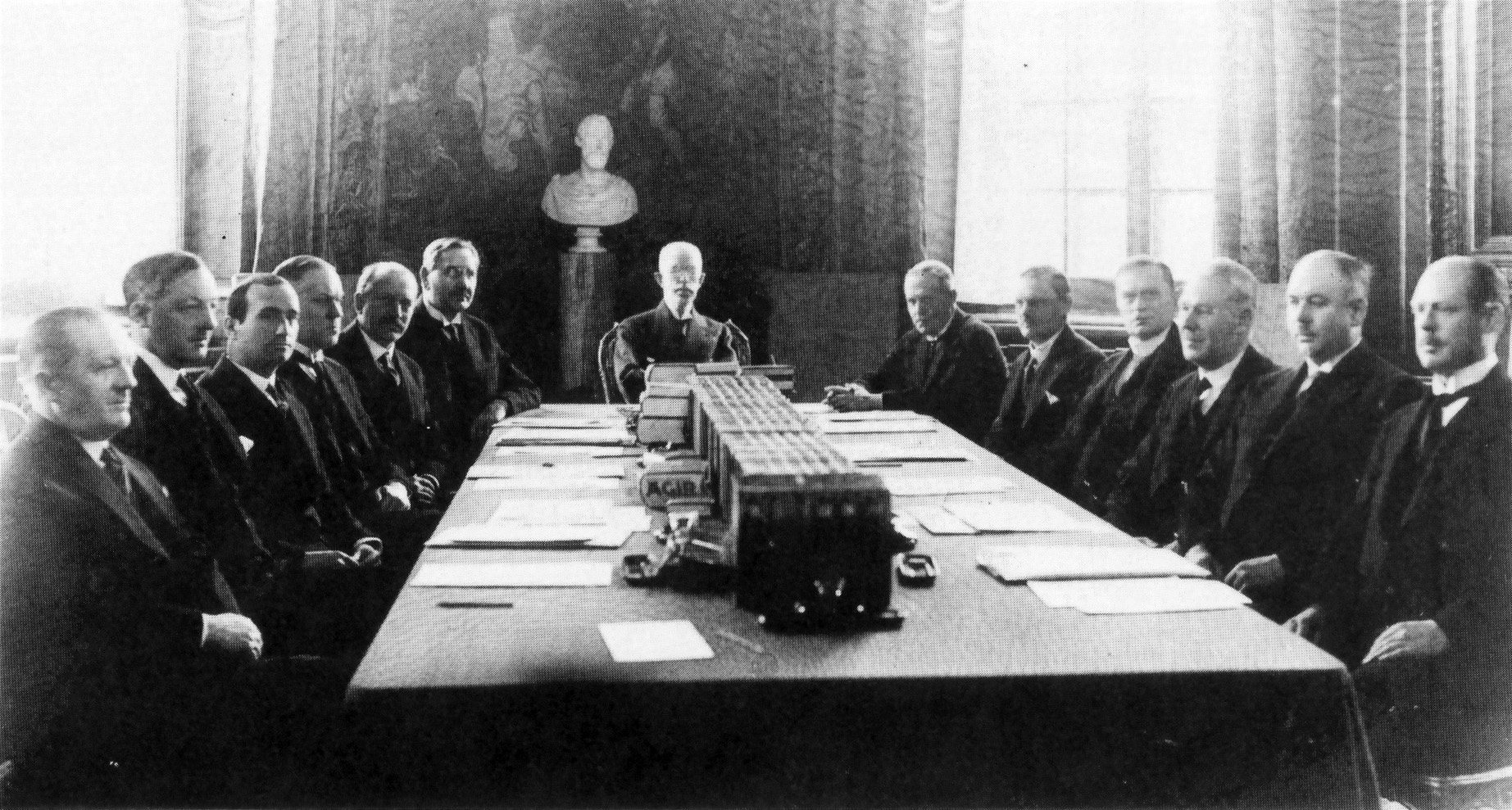
Konselj med Carl Gustaf Ekmans andra ministär någon gång 1930–1932. Stadener sitter som fjärde man från höger.

- 1930, 28 november: Kommendör av Nordstjärneorden
- 1936, 6 juni: Kommendör med stora korset av Nordstjärneorden
- Örnkorsets orden, 1:a graden
- Storkorset av Sankt Olavs orden

## Familj
Stadener var gift med Hedvig Maria (Hedda) af Klinteberg (1869–1936) och fick två barn med henne: lektor Nils Stadener (1902–1978), som var gift med deckarförfattaren Ingegerd Stadener, och Greta Stadener (gift Olofson). Makarna Stadener är gravsatta utanför den södra kyrkmuren vid Växjö domkyrka.